# Xerocomellus ripariellus
Bolet des rives, Bolet des mares, Bolet des bords de mares
Espèce
Statut de conservation UICN

 LC  : Préoccupation mineure
Xerocomellus ripariellus, le Bolet des rives, est une espèce de champignon (Fungi) basidiomycète du genre Xerocomellus dans la famille des Boletaceae. Il est caractérisé par son chapeau rosâtre typiquement finement craquelé, sa chair légèrement plus au moins bleuissante au niveau du pied à la coupe et à son habitat sur sol et endroits humides.

## Taxonomie
Le nom correct complet (avec auteur) de ce taxon est Xerocomellus ripariellus (Redeuilh) Šutara.
L'espèce a été initialement classée dans le genre Xerocomus sous le basionyme Xerocomus ripariellus Redeuilh.

### Synonymes
Xerocomellus ripariellus a pour synonymes :
- Boletellus ripariellus (Redeuilh) Redeuilh
- Boletus ripariellus (Redeuilh) Watling & A.E.Hills
- Xerocomus catalaunicus Pöder, G.Moreno, Rocabruna & Tabarés
- Xerocomus ripariellus Redeuilh

### Phylogénie
Cette espèce a été décrite par Guy Redeuilh en 1997, sous le nom de Xerocomus ripariellus. Des études phylogénétiques ont révélé que le genre Xerocomus était un taxon polyphylétique et qu'il était divisé en plusieurs autres genres. Le nom actuel reconnu par Index Fungorum a été donné à cette espèce en 2008 par Josef Šutara, qui l'a transférée dans le genre Xerocomellus.

### Étymologie
L'épithète spécifique ripariellus fait référence à l'habitat riverain de ce bolet, "Dans les zones humides ou sur les berges des cours d'eau, sous des Quercus ou des Salix", selon l'article original de 1997.

### Noms vulgaires et vernaculaires
Ce taxon porte en français les noms vernaculaires ou normalisés suivants : bolet des rives, bolet des mares, bolet des bords de mares,.

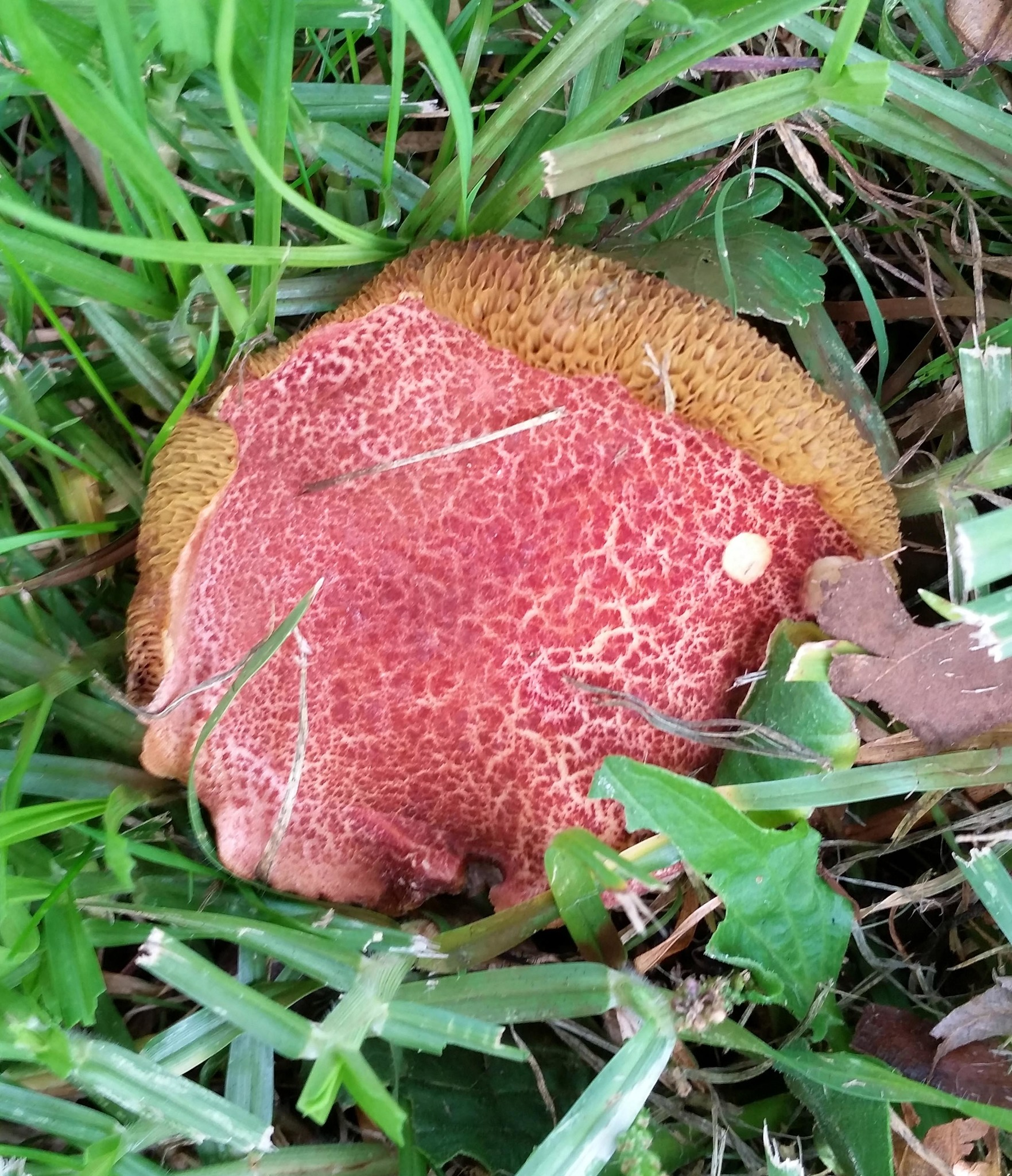
Cuticule typiquement finement et largement craquelée de X. ripariellus.

## Description du sporophore
Les bolets sont des champignons dont l'hyménophore, constitué de tubes et terminés par des pores, se sépare facilement de la chair du chapeau. Ce chapeau d'abord rond, recouvert d'une cuticule, devient convexe à mesure qu’il vieillit. Ils ont un pied (stipe) central assez épais et une chair compacte. Les caractéristiques morphologiques de X. ripariellus sont les suivantes :
Son chapeau mesure de 3 à 10 cm, le plus souvent rougeâtre ou rose-rouge, pâlissant à beige rosâtre, voire gris brunâtre, se craquelant en commençant par le bord, et d'abord radialement, puis en tous sens.
L'hyménophore présente des tubes d'abord blanchâtres ou jaunes, puis jaune olivâtre plus au moins bleuissants. Les pores sont concolores aux tubes.
Son stipe mesure 3 à 8 cm x 1 à 2,5 cm, d'abord jaune puis plus au moins rougeâtre, souvent marqué de ponctuations rougeâtres.
La chair est blanc jaunâtre ou jaune pâle ou blanc crème, un peu brunâtre en bas du pied, et bleuissant souvent dans le pied à la mi-hauteur à la coupe. Sa saveur est douce et son odeur est faible.

### Caractéristiques microscopiques
Ses spores mesurent 11 à 14 μm x 4,5 à 5 μm, allongées-fusoïdes, longitudinalement striées (stries très fines et difficiles à voir).

## Galerie

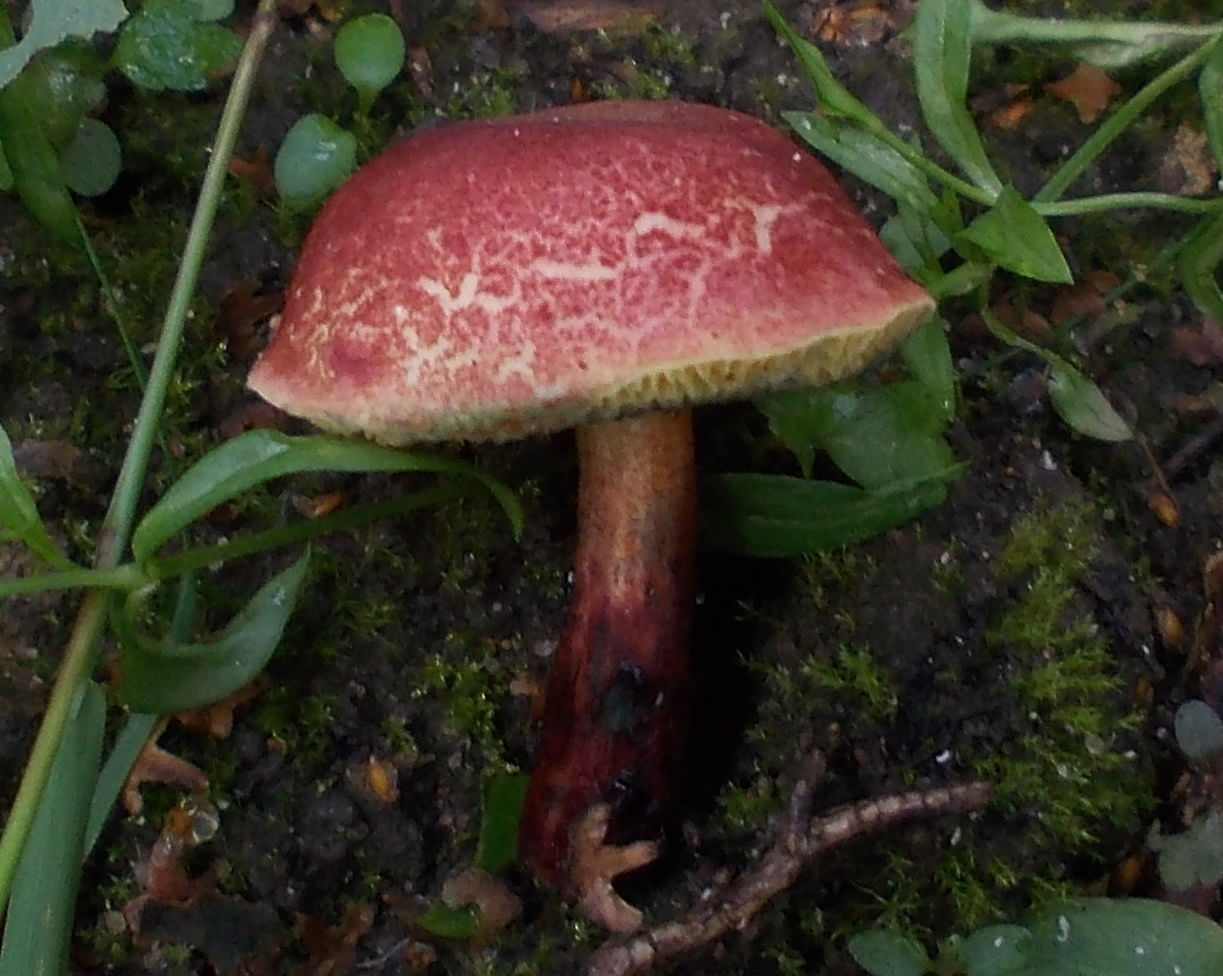
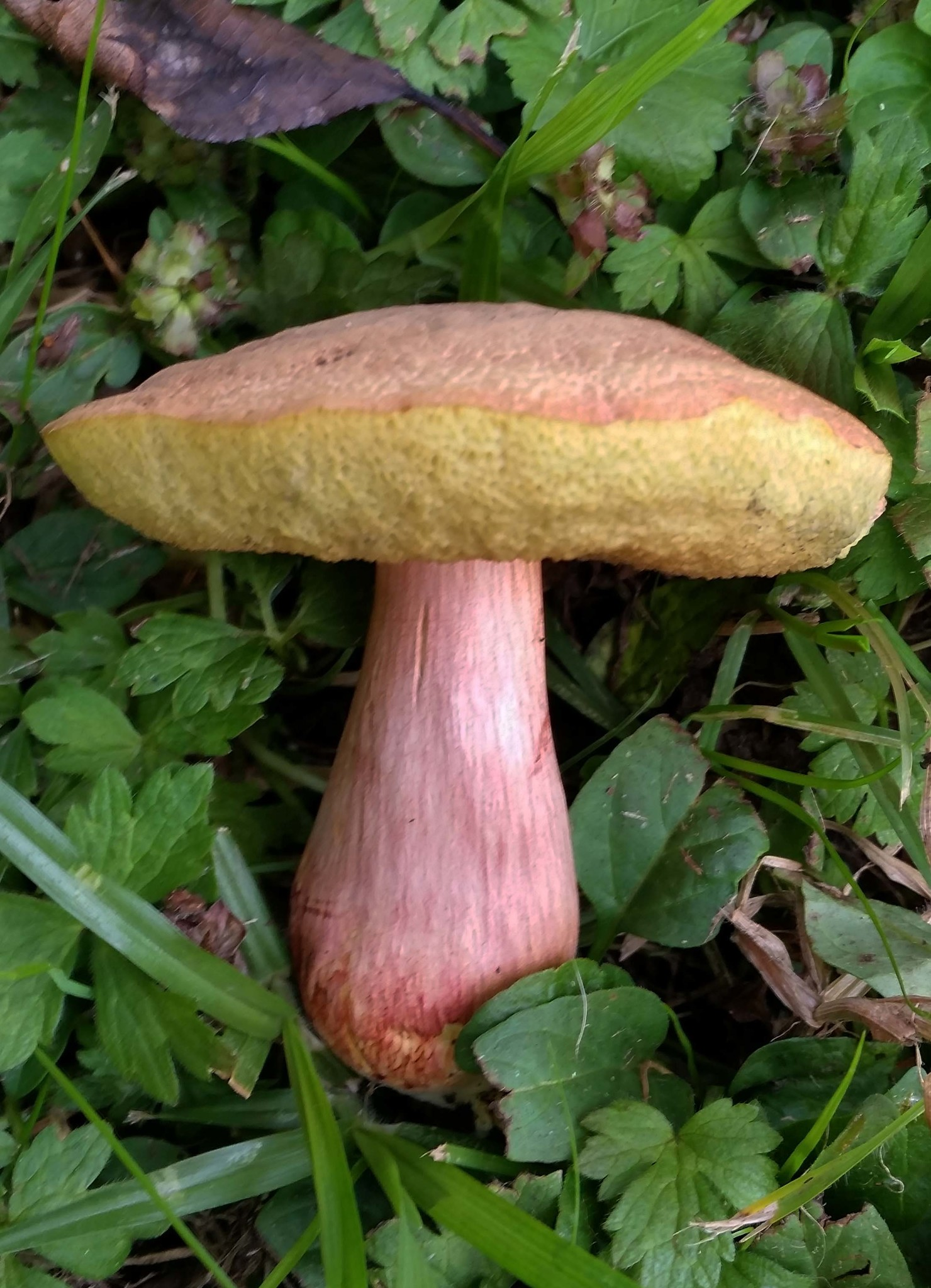
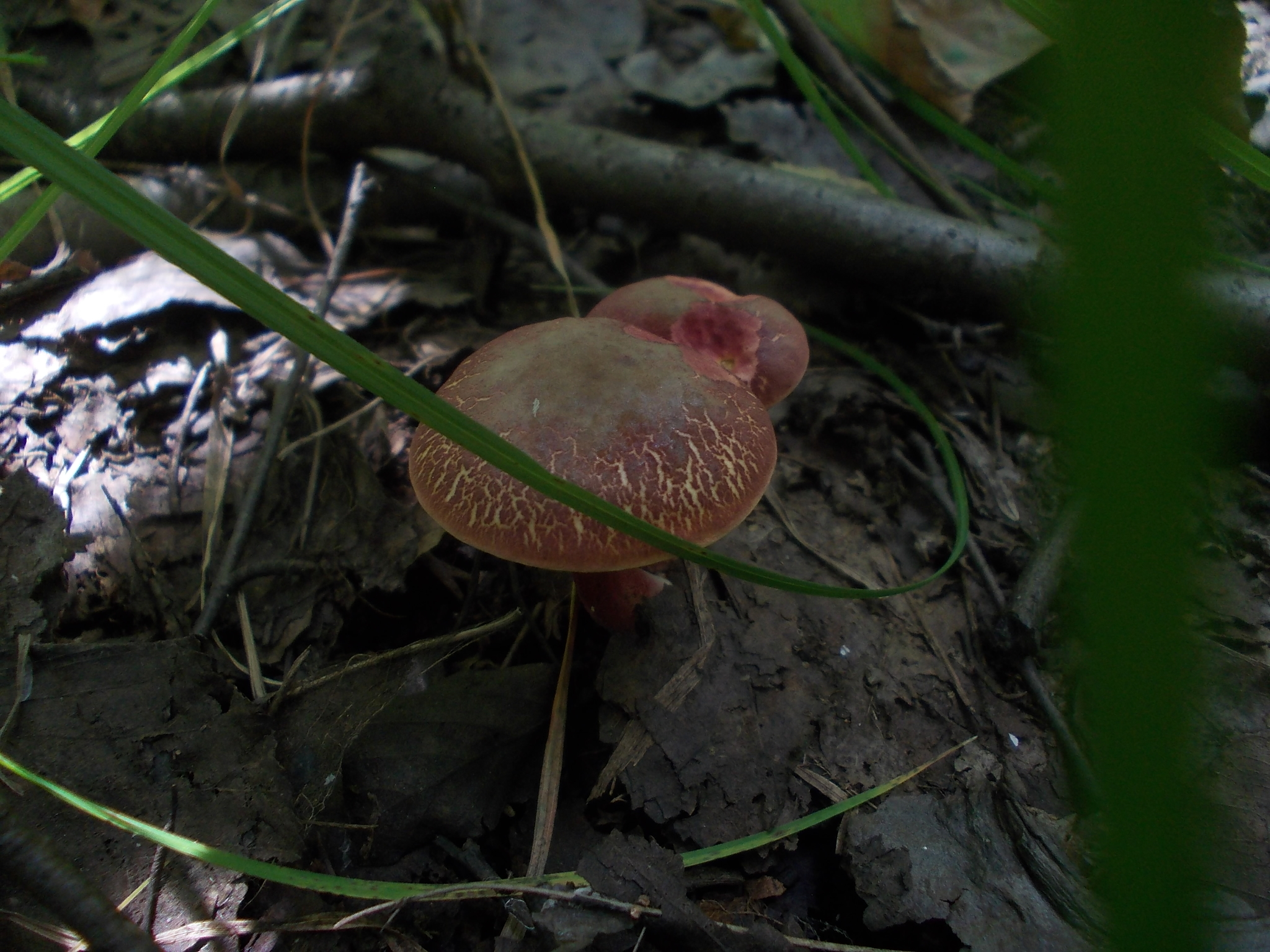
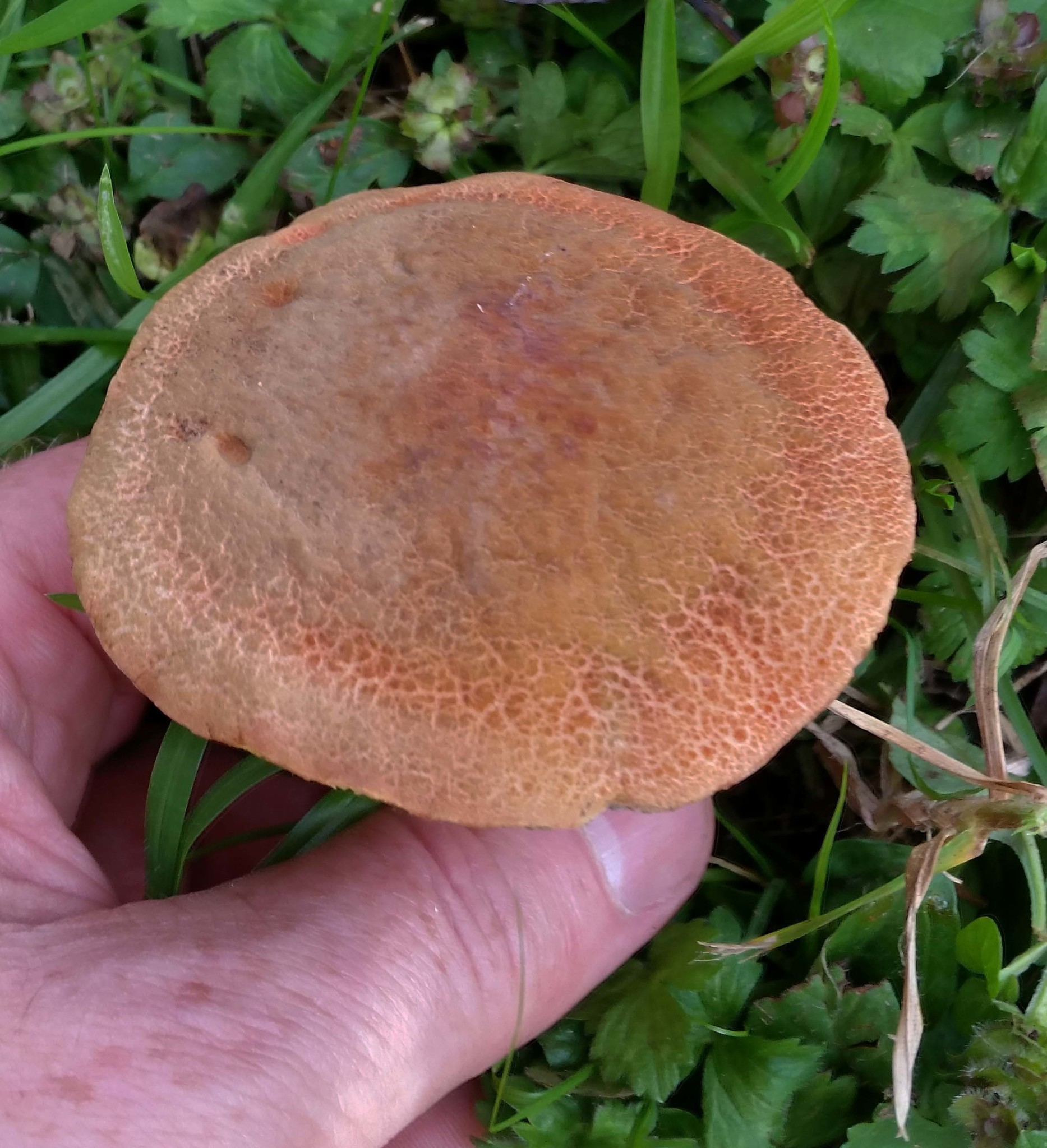
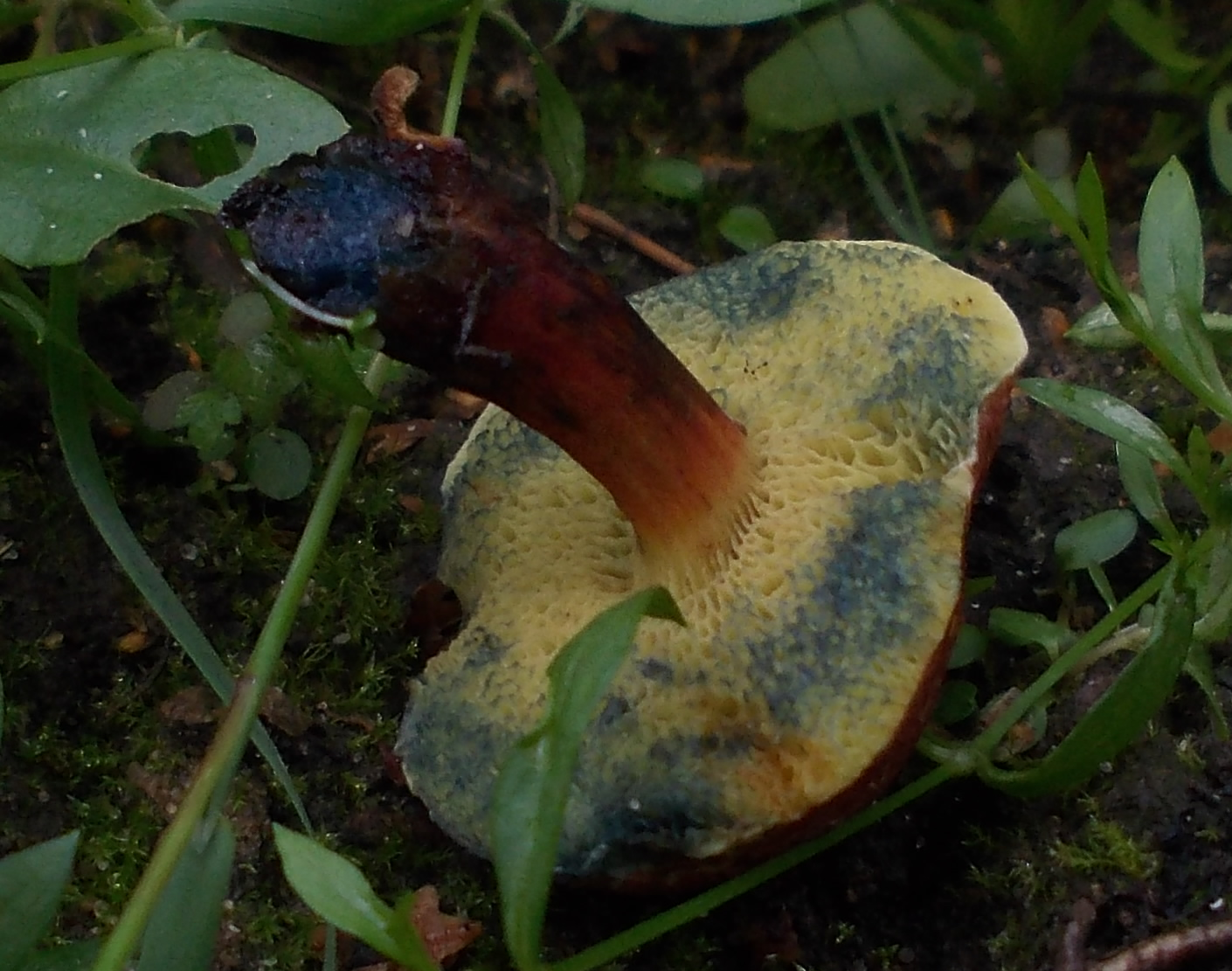
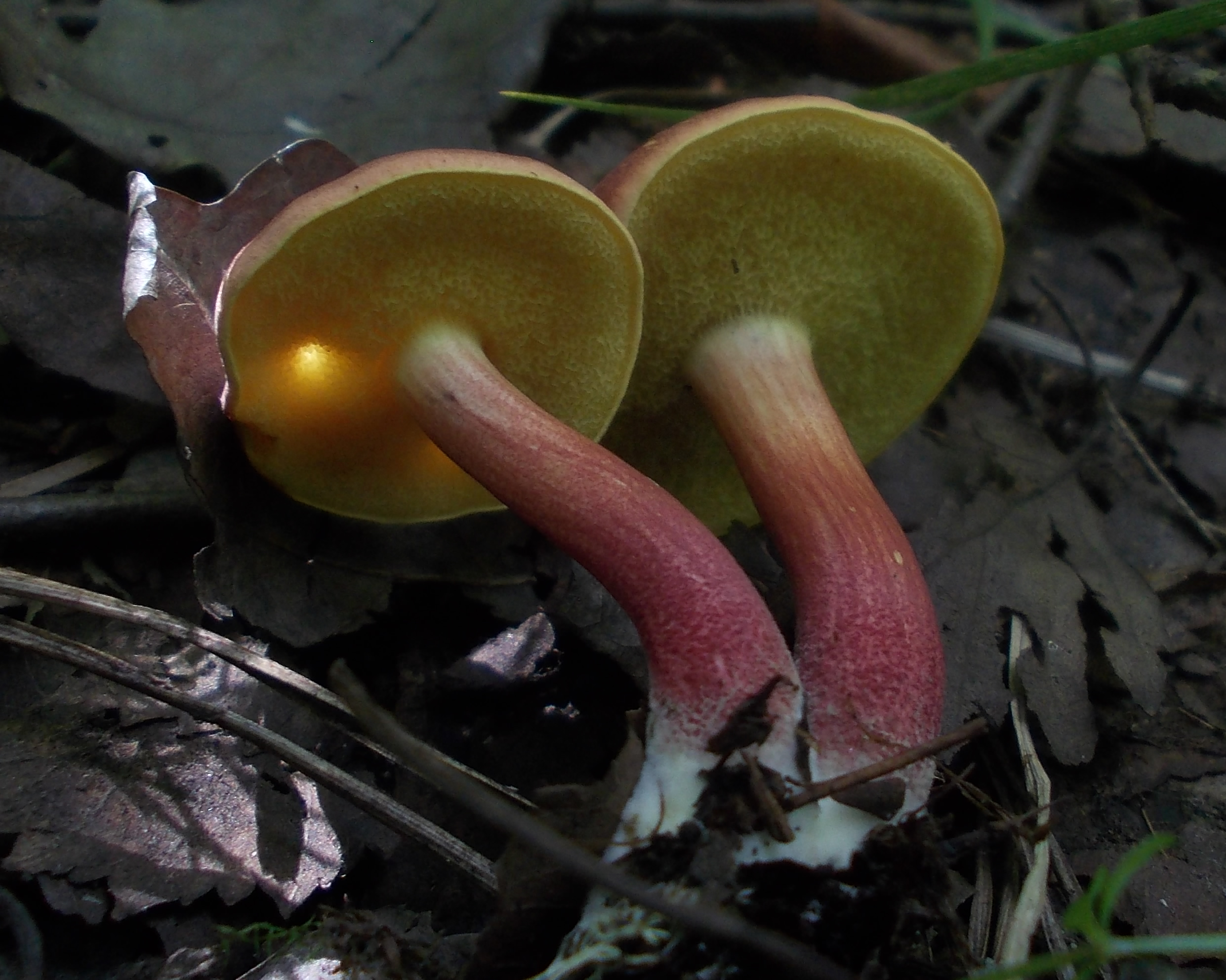
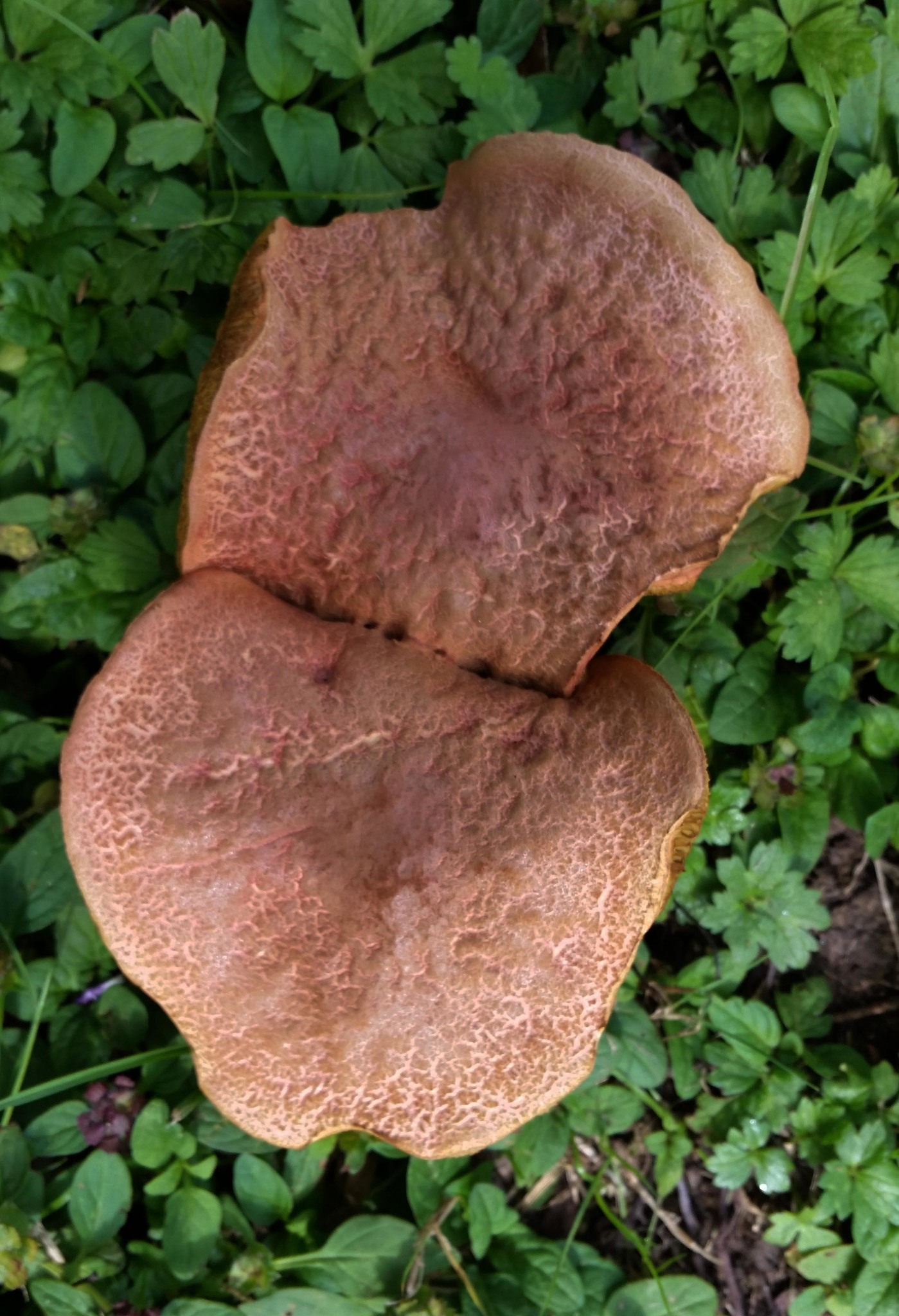
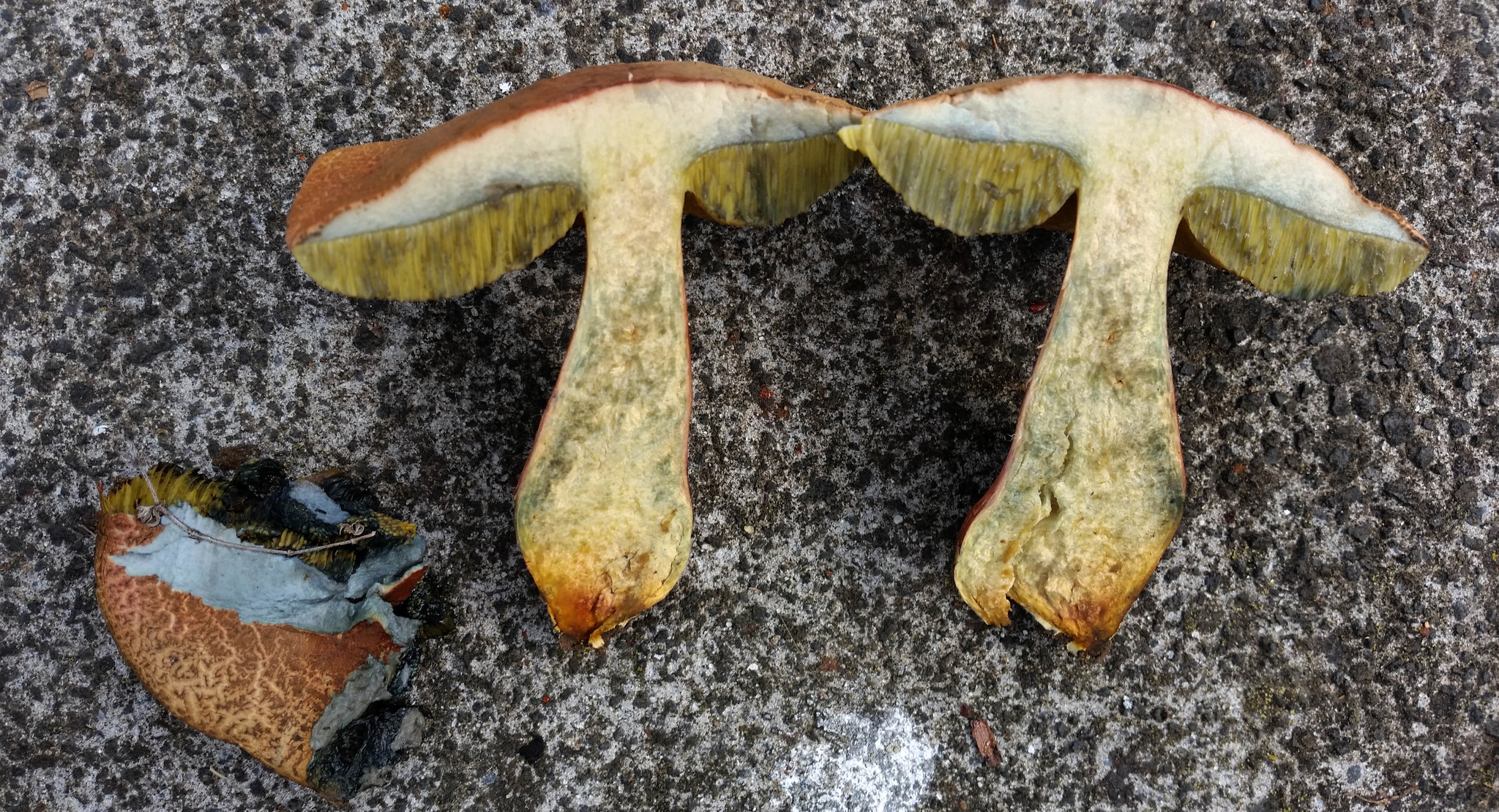
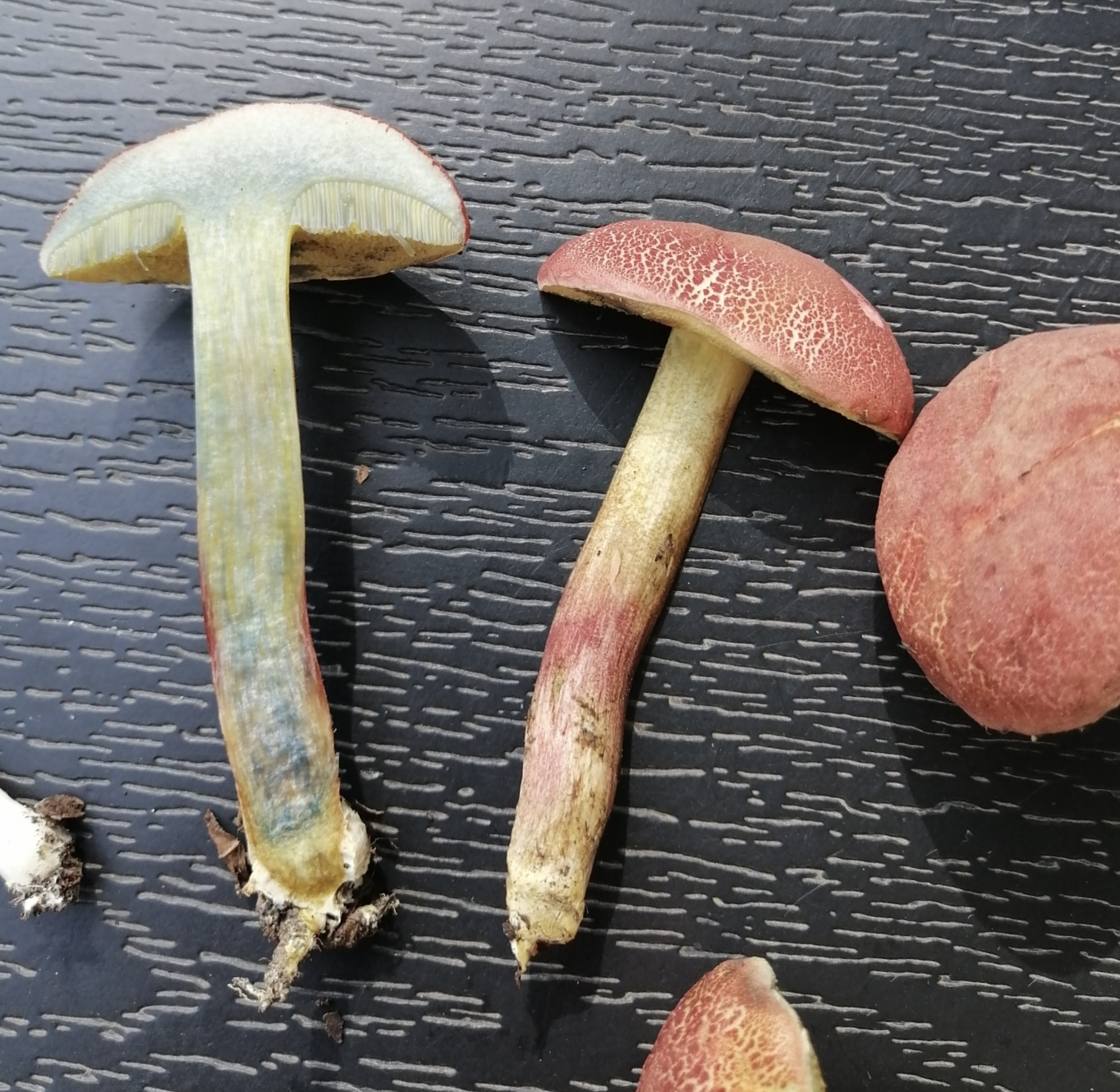
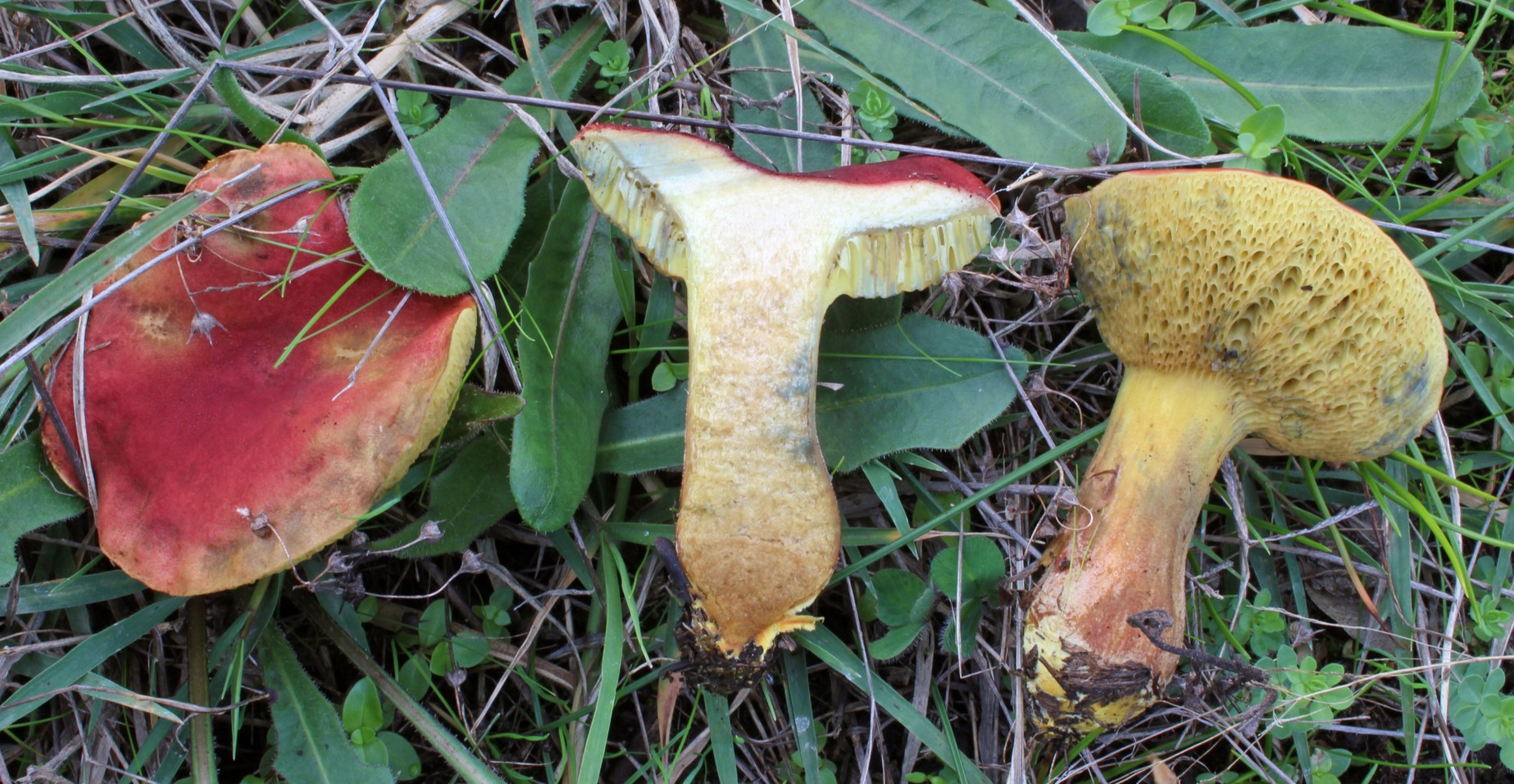
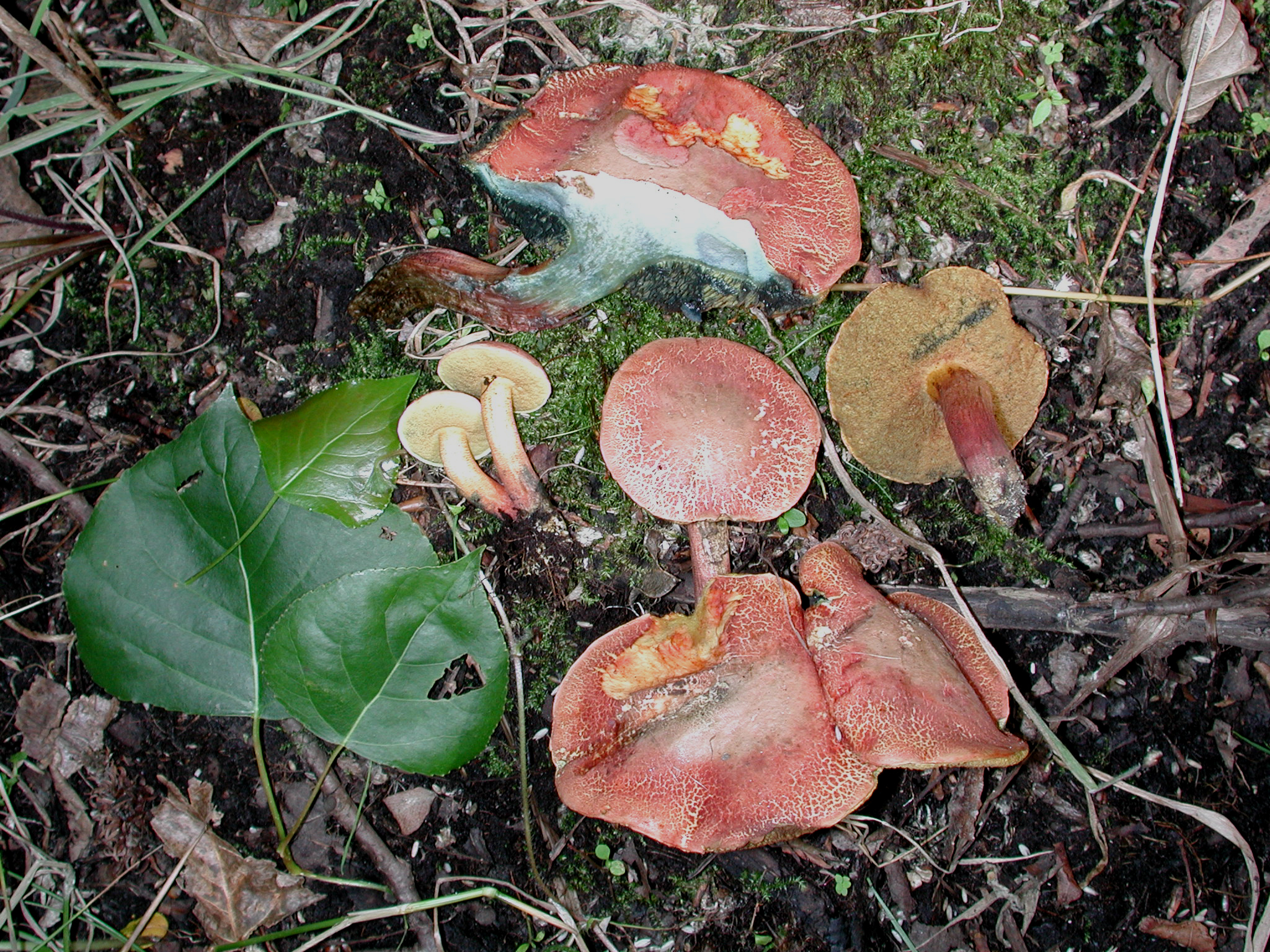

## Habitat et distribution
Il s'agit un champignon ectomycorhizien, associé aux saules, aux peupliers, aux aulnes et aux bouleaux, sur sol souvent humide (fond de mare, rives de cours d'eau, etc.).

## Statut de conservation

### Régional
- Auvergne-Rhône-Alpes : classement de cette espèce en catégorie NT (Quasi menacée) au niveau régional[4].
- Poitou-Charentes : classement de cette espèce en catégorie EN (En danger) au niveau régional. Cette espèce voit ses milieux régresser du fait du drainage, ou de la destruction des zones humides[5].
- Alsace : classement de cette espèce en catégorie NT (Quasi menacée) au niveau régional[6].
- Franche-Comté : classement de cette espèce en catégorie VU (Vulnérable) au niveau régional[7].

## Comestibilité
Comme tous les Xerocomus au sens large, le Bolet des rives est une espèce d'intérêt culinaire donné comme moyen de par son faible goût et sa petite taille. Elle est comestible après cuisson, de préférence en retirant le pied et en privilégiant les jeunes spécimens et les spécimens fermes dont les tubes ne sont pas très développés. Il ne fait était d'une consommation traditionnelle ou occasionnelle notable, de sorte qu'il peut être considéré comme sans intérêt alimentaire .

## Confusions possibles
- Le Bolet finlandais (Xerocomellus fennicus), poussant dans les mêmes milieux et à la même apparence, cependant ses spores sont fortement striées et tronquées[3]. Sans intérêt alimentaire.
- Le Bolet framboise (Hortiboletus rubellus), d'un rouge plus vif et se craquelant moins facilement, avec des pointillés rouge orangé à la base du pied et un bleuissement moins intense à la coupe. Comestible.
- Le Bolet rubicond (Xerocomellus redeuilhii), beaucoup moins tendance à se craqueler, ne bleuit presque pas à la coupe et à la moitié inférieure du pied rouge betterave. Sans intérêt alimentaire.
- Le Bolet abricot (Rheubarbariboletus armeniacus), aux couleurs plus orangées et ternes, beaucoup moins hygrophile, à la moitié inférieure du pied orangée et au bleuissement moins intense à la coupe. Comestible.